# Mordet på Brian Thompson
Brian Thompson, född 10 juli 1974 i Ames, Iowa, död 4 december 2024, var en VD för försäkringsbolaget UnitedHealthcare som mördades tidigt på morgonen den 4 december 2024 på Manhattan i New York utanför Hilton Midtown. Före mordet hade Thompson fått utstå kritik för företagets agerande gentemot kunder, vilket lett till ett flertal mordhot. På patronerna som Thompson sköts med, var ord som "avslag", "försenad" och "avsatt" inristade. Den 9 december 2024 grep polisen en 26-årig man vid namn Luigi Mangione för mordet i Aaltona Pensylvania.
Vid gripande hade Mangione ett 3D-printat vapen som matchade det som användes vid mordet. I undersökningar har det kunnat påvisas att 41% av unga amerikaner finner mordet acceptabelt. Mangione har även fått stort stöd på social media medan Thompson har fått hånfulla reaktioner. Utöver mord av första graden, anklagas även Magione för terrorism, olaga vapeninnehav samt stalking och kan komma att dömas till döden.